# Back in Black (노래)
〈Back in Black〉은 호주의 하드 록 밴드 AC/DC의 곡이다. 1980년 12월 21일 애틀랜틱 레코드를 통해 동명의 일곱 번째 음반부터 리드 싱글로 발매되었다. 기타 리프의 오프닝 기타 리프가 눈에 띈다. 이 곡은 1980년 2월 사망한 전 가수 본 스콧을 추모하기 위해 작곡되었다. 1981년 빌보드 핫 100에서 37위에 올랐다. 2012년에는 호주 65위, 영국 27위에 올랐다.
2018년 1월 트리플 M의 "오제스트 100"의 일환으로 역대 '가장 호주적인' 곡 중 〈Back in Black〉이 22위에 올랐다.

## 상업적 성과
싱글로서 〈Back in Black〉은 1981년 빌보드 핫 100 차트 37위, 1981년 3월에 데뷔한 《빌보드》 톱 트랙 차트 51위로 미국에서 정점을 찍었다. 〈Back in Black〉은 2006년에 미국 음반 산업 협회의 마스터 링톤 판매상(골드 및 플래티넘)을 받았고, 2007년에는 2배 플래티넘 위상에 올랐다. 이 곡은 발매 31년 만에 공식적으로 영국 차트에서 차트 1위를 차지했는데, 아이튠즈에서 밴드의 음악이 나오기 때문에 27위에 머물렀고, 또한 반대에 도달했다. 같은 주에 영국 록 차트 1위에 올랐다.

## 샘플링
1984년에 비스티 보이즈는 그들의 노래 〈Rock Hard〉를 허락 없이 〈Back in Black〉을 샘플링했다. 1999년, 그들이 곧 발매될 CD 컴필레이션 버전에 그 곡을 포함하기를 원했을 때, 그들은 허가를 요청했지만 AC/DC는 거절했다. 비스티 보이즈의 마이크 D는 맬컴 영이 거절한 이유를 인용했다. "여러분들에게 불리한 것은 없지만, 우리는 샘플링을 지지하지 않습니다."

## 참여 인원
- 앵거스 영 – 리드 기타
- 브라이언 존슨 – 리드 보컬
- 말콤 영 – 리듬 기타, 백 보컬
- 클리프 윌리엄스 – 베이스 기타, 백 보컬
- 필 러드 – 드럼

## 인증
| 국가                                                            | 인증             | 판매량/출하량 |
| --------------------------------------------------------------- | ---------------- | ------------- |
| 캐나다 (뮤직 캐나다) (Ringtone)                                 | 2× 플래티넘      | 80,000*       |
| 이탈리아 (FIMI)                                                 | 2× 플래티넘      | 100,000       |
| 멕시코 (AMPROFON)                                               | 4× 플래티넘+골드 | 270,000       |
| 영국 (BPI)                                                      | 플래티넘         | 600,000       |
| 미국 (RIAA) (Mastertone)                                        | 3× 플래티넘      | 3,000,000     |
| *판매량을 기반으로 한 인증 · 판매량+스트리밍을 기반으로 한 인증 |                  |               |